# Lijst van voetbalinterlands Senegal - Zambia
Deze lijst van voetbalinterlands is een overzicht van alle officiële voetbalwedstrijden tussen de nationale teams van Senegal en Zambia. De Afrikaanse landen hebben tot op heden vijftien keer tegen elkaar gespeeld. De eerste ontmoeting was een groepswedstrijd tijdens de Afrika Cup 1990 op 9 maart 1990 in Annaba (Algerije). Het laatste duel, een halve finale van de COSAFA Cup 2022, werd gespeeld in Durban (Zuid-Afrika) op 15 juli 2022.

## Wedstrijden
| №  | Plaats             | Datum             | Competitie           | Wedstrijd        | Uitslag |
| -- | ------------------ | ----------------- | -------------------- | ---------------- | ------- |
| 1  | Annaba             | 9 maart 1990      | Afrika Cup 1990      | Zambia − Senegal | 0 − 0   |
| 2  | Algiers            | 15 maart 1990     | Afrika Cup 1990      | Senegal − Zambia | 0 − 1   |
| 3  | Abidjan            | 7 augustus 1993   | WK 1994 kwalificatie | Senegal − Zambia | 0 − 0   |
| 4  | Lusaka             | 26 september 1993 | WK 1994 kwalificatie | Zambia − Senegal | 4 − 0   |
| 5  | Sousse             | 3 april 1994      | Afrika Cup 1994      | Zambia − Senegal | 1 − 0   |
| 6  | Lagos              | 1 februari 2000   | Afrika Cup 2000      | Zambia − Senegal | 2 − 2   |
| 7  | Dakar              | 4 juni 2000       | Vriendschappelijk    | Senegal − Zambia | 0 − 0   |
| 8  | Dakar              | 6 juni 2000       | Vriendschappelijk    | Senegal − Zambia | 0 − 0   |
| 9  | Bamako             | 26 januari 2002   | Afrika Cup 2002      | Senegal − Zambia | 1 − 0   |
| 10 | Dakar              | 3 juli 2004       | WK 2006 kwalificatie | Senegal − Zambia | 1 − 0   |
| 11 | Chililabombwe      | 3 september 2005  | WK 2006 kwalificatie | Zambia − Senegal | 0 − 1   |
| 12 | Bata               | 21 januari 2012   | Afrika Cup 2012      | Senegal − Zambia | 1 − 2   |
| 13 | Saint-Leu-la-Forêt | 14 augustus 2013  | Vriendschappelijk    | Zambia − Senegal | 1 − 1   |
| 14 | Thiès              | 5 juni 2021       | Vriendschappelijk    | Senegal ≈ Zambia | 3 − 1   |
| 15 | Durban             | 15 juli 2022      | COSAFA Cup 2022      | Zambia − Senegal | 4 − 3   |

## Samenvatting
| Competitie        | Totaal gespeeld | Winst Senegal | Gelijk | Winst Zambia | Doelsaldo Senegal – Zambia |
| ----------------- | --------------- | ------------- | ------ | ------------ | -------------------------- |
| WK-kwalificatie   | 4               | 2             | 1      | 1            | 2 − 4                      |
| Afrika Cup        | 6               | 1             | 2      | 3            | 4 − 6                      |
| COSAFA Cup        | 1               | 0             | 0      | 1            | 3 − 4                      |
| Vriendschappelijk | 4               | 1             | 3      | 0            | 4 − 2                      |
| Totaal            | 15              | 4             | 6      | 5            | 13 − 16                    |

FSF · 
A-internationals · 
Bondscoaches · Selecties · Senegalees vrouwenelftal · 
Olympisch elftal
1960 – 1969 · 
1970 – 1979 · 
1980 – 1989 · 
1990 – 1999 · 
2000 – 2009 · 
2010 – 2019 · 
2020 – 2029
WK 2002 · 
WK 2018 ·
WK 2022
OS 2012
1959 · 
1960 · 
1961 · 
1962 · 
1963 · 
1964 · 
1965 · 
1966 · 
1967 · 
1968 · 
1969 · 
1970 · 
1971 · 
1972 · 
1973 · 
1974 · 
1975 · 
1976 · 
1977 · 
1978 · 
1979 · 
1980 · 
1981 · 
1982 · 
1983 · 
1984 · 
1985 · 
1986 · 
1987 · 
1988 · 
1989 · 
1990 · 
1991 · 
1992 · 
1993 · 
1994 · 
1995 · 
1996 · 
1997 · 
1998 · 
1999 · 
2000 · 
2001 · 
2002 · 
2003 · 
2004 · 
2005 · 
2006 · 
2007 · 
2008 · 
2009 · 
2010 · 
2011 · 
2012 · 
2013 · 
2014 ·
2015 ·
2016 ·
2017 ·
2018 ·
2019 ·
2020 ·
2021 ·
2022 ·
2023
Algerije ·
Angola ·
Benin ·
Bolivia ·
Bosnië en Herzegovina ·
Botswana ·
Brazilië ·
Burkina Faso ·
Burundi ·
Centraal-Afrikaanse Republiek ·
Chili ·
China ·
Colombia · 
Congo-Brazzaville ·
Congo-Kinshasa ·
Denemarken ·
Ecuador ·
Egypte ·
Engeland ·
Equatoriaal-Guinea ·
Eritrea ·
Ethiopië ·
Frankrijk ·
Gabon ·
Gambia ·
Ghana ·
Griekenland ·
Guinee ·
Guinee-Bissau ·
Indonesië ·
Iran ·
Ivoorkust ·
Japan ·
Kaapverdië ·
Kameroen ·
Kenia ·
Kosovo ·
Kroatië · 
Lesotho ·
Liberia ·
Libië ·
Luxemburg ·
Madagaskar ·
Malawi ·
Maleisië ·
Mali ·
Marokko ·
Mauritanië ·
Mauritius ·
Mexico ·
Mozambique ·
Namibië ·
Nederland ·
Niger ·
Nigeria ·
Noorwegen ·
Oeganda ·
Oezbekistan ·
Oman ·
Polen ·
Qatar ·
Rwanda ·
Saoedi-Arabië ·
Sierra Leone ·
Soedan ·
Swaziland ·
Tanzania ·
Togo ·
Tunesië ·
Turkije ·
Uruguay ·
Verenigde Arabische Emiraten ·
Zambia ·
Zimbabwe ·
Zuid-Afrika ·
Zuid-Korea ·
Zuid-Soedan ·
Zweden
Algerije (2019, 2) ·
Colombia (2018) ·
Denemarken (2002) ·
Engeland (2022) ·
Frankrijk (2002) ·
Japan (2018) ·
Nederland (2022) ·
Polen (2018) ·
Uruguay (2002)
FAZ · 
A-internationals · 
Selecties · 
Statistieken · 
Zambiaans vrouwenelftal · 
Olympisch elftal · 
Zambia U21 · 
Zambia U20 · 
Zambia U18 · 
Zambia U17
1964 – 1979 ·
1980 – 1989 ·
1990 – 1999 ·
2000 – 2009 ·
2010 – 2019 ·
2020 − 2029
1964 ·
1965 ·
1966 ·
1967 ·
1968 ·
1969 ·
1970 ·
1971 ·
1972 ·
1973 ·
1974 ·
1975 ·
1976 ·
1977 ·
1978 ·
1979 ·
1980 ·
1981 ·
1982 ·
1983 ·
1984 ·
1985 ·
1986 ·
1987 ·
1988 ·
1989 ·
1990 ·
1991 ·
1992 ·
1993 ·
1994 ·
1995 ·
1996 ·
1997 ·
1998 ·
1999 ·
2000 ·
2001 ·
2002 ·
2003 ·
2004 ·
2005 ·
2006 ·
2007 ·
2008 ·
2009 ·
2010 ·
2011 ·
2012 ·
2013 ·
2014 ·
2015 ·
2016 ·
2017 ·
2018 ·
2019 ·
2020 ·
2021 ·
2022
Algerije · 
Angola ·
België ·
Benin ·
Botswana ·
Brazilië ·
Burkina Faso ·
Burundi ·
Chili ·
China ·
Comoren ·
Congo-Brazzaville ·
Congo-Kinshasa ·
Djibouti ·
Ecuador ·
Egypte ·
Equatoriaal-Guinea ·
Ethiopië ·
Gabon ·
Gambia ·
Ghana ·
Guinee ·
Guinee-Bissau ·
Honduras ·
India ·
Irak ·
Iran ·
Israël ·
Ivoorkust ·
Jamaica ·
Japan ·
Jemen ·
Jordanië ·
Kaapverdië ·
Kameroen ·
Kenia ·
Koeweit ·
Lesotho ·
Liberia ·
Libië ·
Madagaskar ·
Malawi ·
Mali ·
Marokko ·
Mauritanië ·
Mauritius ·
Mozambique ·
Namibië ·
Niger ·
Nigeria ·
Noord-Korea ·
Oeganda ·
Oman ·
Rwanda ·
Saoedi-Arabië ·
Senegal ·
Seychellen ·
Sierra Leone ·
Soedan ·
Somalië ·
Swaziland ·
Tanzania ·
Togo ·
Tsjaad ·
Tunesië ·
Zimbabwe ·
Zuid-Afrika ·
Zuid-Korea
Ivoorkust (2012)